# Hemiscyllium
Hemiscyllium is een geslacht uit de familie van de epaulethaaien en bamboehaaien (Hemiscylliidae) orde bakerhaaien (Orectolobiformes).

## Soorten
- Hemiscyllium freycineti (Quoy & Gaimard, 1824) – Indonesische gespikkelde epaulethaai
- Hemiscyllium galei Allen & Erdmann, 2008
- Hemiscyllium hallstromi Whitley, 1967 – Papoea-epaulethaai
- Hemiscyllium halmahera Gerald R. Allen, 2013
- Hemiscyllium henryi Allen & Erdmann, 2008
- Hemiscyllium michaeli Allen & Dudgeon, 2010
- Hemiscyllium ocellatum (Bonnaterre, 1788) – Epaulethaai
- Hemiscyllium strahani Whitley, 1967 – Gekapte epaulethaai
- Hemiscyllium trispeculare Richardson, 1843 – Gespikkelde epaulethaai